# Ostrincola gracilis
Ostrincola gracilis är en kräftdjursart som beskrevs av C. B. Wilson 1944. Ostrincola gracilis ingår i släktet Ostrincola och familjen Myicolidae. Inga underarter finns listade i Catalogue of Life.